# Mile Mrkšić
Mile Mrkšić (em sérvio:  Миле Мркшић) (20 de Maio de 1947 - 16 de agosto de 2015) é um antigo coronel sérvio do Exército Popular Iugoslavo (EPI), responsável pela unidade envolvida na Batalha de Vukovar durante a Guerra de Independência da Croácia  em 1991. Ele foi acusado de não impedir a matança em massa de 264 croatas que se seguiu à queda de Vukovar, e condenado a 20 anos. .
Mrkšić foi acusado em 1995, juntamente com Miroslav Radić, Veselin Šljivančanin e Slavko Dokmanović,  pelo Tribunal Penal Internacional para a antiga Iugoslávia (TPII). Ele entregou-se voluntariamente ao Tribunal em 15 de maio de 2002, sendo transferido para suas dependências no mesmo dia. O julgamento contra ele começou em outubro de 2005 e terminou em 2007; quando em 27 de setembro, foi considerado culpado por contribuir e incitar o massacre de Vukovar com o assassinato de civis e prisioneiros, ajudando e incitando a tortura e o tratamento cruel às vítimas. Em Agosto de 2012, Mrksic foi condenado a 20 anos de prisao, pena a cumprir na prisao de alta segurança de Monsanto, em Portugal, por de "assassinio, tortura e crueldade".
Mrkšić faleceu em um hospital em Lisboa em 2015.

## Ligações Externas
- Informe del caso en el Tribunal Internacional (em inglês)
- Informe del 'Vukovar Three', BBC News, 9 de marzo de 2004. (em inglês)
- [ligação inativa] (em português)